# Attacco! A scuola coi giganti
Attacco! A scuola coi giganti (進撃！巨人中学校?, Shingeki! Kyojin chūgakkō, lett. "Attacco! La scuola media dei giganti") è un manga comico scritto e disegnato da Saki Nakagawa, serializzato sul Bessatsu Shōnen Magazine di Kōdansha dal 9 aprile 2012 al 9 luglio 2016. 
Un adattamento anime, prodotto dalla Production I.G, è stato trasmesso in Giappone tra il 3 ottobre e il 19 dicembre 2015. 
In Italia i diritti del manga sono stati acquistati dalla Planet Manga, mentre l'anime è stato concesso in licenza alla Dynit. La serie è una parodia del manga L'attacco dei giganti di Hajime Isayama.

## Trama
La storia è una parodia de L'attacco dei giganti, che riprende i personaggi (in versione super deformed), la trama e alcune scene dell'opera di riferimento, reinterpretandoli in chiave comica all'interno di una scuola media, con abbondanza di gag e battute.

## Personaggi

Armin, Eren e Mikasa nell'anime

Eren Jaeger
Doppiato da: Yūki Kaji
Il protagonista della serie. Amante dei cheeseburger, Eren è un ragazzo sfortunato e testardo, che arriva spesso in ritardo e infrange le regole della scuola per eliminare tutti i giganti nel mondo.
Mikasa Ackermann
Doppiata da: Yui Ishikawa
Mikasa è una ragazza talmente interessata a Eren, da deprimersi e diventare meno abile in sua assenza.
Armin Arlert
Doppiato da: Marina Inoue
Armin è un ragazzo intelligente e malaticcio che si copre sempre con un piumino per evitare di prendersi un raffreddore.

## Media

### Manga
Il manga, scritto e disegnato da Saki Nakagawa, è stato serializzato sulla rivista Bessatsu Shōnen Magazine di Kōdansha dal 9 aprile 2012 al 9 luglio 2016. I vari capitoli sono stati raccolti in undici volumi tankōbon, che sono stati pubblicati tra il 9 aprile 2013 e il 9 agosto 2016. Un capitolo speciale è stato pubblicato sul numero di maggio del Monthly Shōnen Sirius il 25 marzo 2014. In Italia la serie è stata annunciata al Lucca Comics & Games 2015 dalla Panini Comics per Planet Manga, che ha dato inizio alla pubblicazione dei volumi nell'aprile 2016. In America del Nord, invece, i diritti sono stati acquistati dalla Kodansha Comics USA.

#### Volumi
| 1  | 9 aprile 2013 | ISBN 978-4-06-384841-0 | 21 aprile 2016   |
| 1  | Capitoli - 1. Quelli che quello lì facendo quello - 2. Il gigante ciucciatore - 3. Nonno Arelet - 4. La trappola della sveglia - 5. I dannati giganti si mostrano ancora una volta - 6. Be', sono giganti - 7. C'è odore di qualcosa d'interessante - 8. La battutaccia |                        |                  |
| 2  | 9 agosto 2013 | ISBN 978-4-06-394903-2 | 23 giugno 2016   |
| 2  | Capitoli - 9. Non è un gioco - 10. Chi vince ha ragione - 11. A ciascuno il suo doposcuola - 12. Un amore troppo grande - 13. Coupling - 14. Non accettiamo di stare sotto - 15. Gli studenti del x^ anno fanno davvero paura - 16. Assolutamente forti |                        |                  |
| 3  | 9 dicembre 2013 | ISBN 978-4-06-394979-7 | 25 agosto 2016   |
| 3  | Capitoli - 17. Una schifezza d'insegnante - 18. Il vero aspetto - 19. L'amore non sono fuochi d'artificio di un giorno lontano e bla bla bla - 20. C'è la festa d'estate! Tutti qui! - 21. Acchiappa gli insetti! Vivi la tua gioventù! - 22. Quando è un uomo a creare "il gusto della mamma" - 23. No more coperta in testa |                        |                  |
| 4  | 9 aprile 2014 | ISBN 978-4-06-395046-5 | 27 ottobre 2016  |
| 4  | Capitoli - 24. Il grande piano per salvare l'amata coperta - 25. Non vi lascerò più fare il vostro comodo - 26. Grande, signor Hannes - 27. Addio Elvin - 28. Ridammi la lettera di dimissioni! - 29. Guarda in alto e… oops! - 30. Io voglio cambiare - 31. Nella storia siamo in autunno - 32. Il segreto del riso saltato è il fuoco |                        |                  |
| 5  | 8 agosto 2014 | ISBN 978-4-06-395143-1 | 22 dicembre 2016 |
| 5  | Capitoli - Extra 1. Uno studente brillante - Extra 2. Food fight, Sasha! - 33. La sinistra festa della cultura - 34. Io per sempre... - 35. Ma quale cultura - 36. Le bende sugli occhi mi prudono, ma il mio cuore è quello di uno studente delle medie - 37. Una donna capace è una donna di successo - 38. Alle medie tutti vogliono essere popolari - 39. La rabbia di Ilse |                        |                  |
| 6  | 9 dicembre 2014 | ISBN 978-4-06-395254-4 | 16 febbraio 2017 |
| 6  | Capitoli - 40. C per ciambella - 41. Be-bob junior high - 42. Berthold l'imitatore - 43. Il mago dei fornelli (14 anni) - Speciale. Be-bob junior high (lotta feroce fra i quattro re celesti) - Speciale. Il fratellone non è un debole - 44. Distruggeremo lo sporco - 45. Il torneo di pulizia delle mura, sfida finale - 46. Un risultato senza rimpianti |                        |                  |
| 7  | 9 aprile 2015 | ISBN 978-4-06-395359-6 | 13 aprile 2017   |
| 7  | Capitoli - 47. Quando arriva l'inverno, proviamo a ballare - Speciale. BTN (Before The Cerimonia di immatricolazione) - 48. La leggenda del gigante delle nevi - In particolare alcuni casi che non sono di omicidio - 49. La leggenda del gigante delle nevi (omissis) - La soluzione - Speciale. Un panino per favore. Uooouooh! - 50. L'etichetta delle persone assolutamente normali - Speciale. I WANNA BE THE MAN - 51. Un piacere che arriva una volta l'anno - Speciale. Il sapore dei biscotti della kohai - 52. Kotatsu is PEACE - Speciale. Il chiacchierato dongiovanni |                        |                  |
| 8  | 7 agosto 2015 | ISBN 978-4-06-395445-6 | 15 giugno 2017   |
| 8  | Capitoli - Speciale. Il terrore dell'esame sportivo - 53. San Valentino is WAR - 54. Lavoro part-time? Per la nostra scuola è ok - 55. Entra in scena una focosa insegnante! - 56. La situazione familiare del professor Neil - 57. I discorsi sulla famiglia non vanno bene - 58. Una scuola media ricca di manifestazioni - 59. Show must go on |                        |                  |
| 9  | 9 dicembre 2015 | ISBN 978-4-06-395550-7 | 10 agosto 2017   |
| 9  | Capitoli - 60. Brucia, passione - 61. Che c'è di male in una principessa massiccia? - Speciale. L'età dell'adolescenza - 62. Lo stress è la causa di ogni malattia - Speciale. Terrore! Un finale esplosivo! - 63. Nei giorni di pioggia, divertiamoci coi nostri amici - Speciale. Se non hanno pane che mangino popcorn - 64. Il ragazzo e la gomma da cancellare - 65. La storia si ripete |                        |                  |
| 10 | 8 aprile 2016 | ISBN 978-4-06-395637-5 | 12 ottobre 2017  |
| 10 | Capitoli - 66. Fragranti compagni di scuola - 67. No! Quello proprio no! - 68. Gli amici devono condividere - 69. Spala la neve, brucia xx - 70. Sgombero della neve totale - 71. Nei giorni di vacanza bisogna riflettere su se stessi per crescere - 72. L'amicizia è qualcosa di meraviglioso... ma non sempre - Speciale. Nelle belle mattine sembra sempre di sognare - Speciale. Corso a tutta forza sulla scala per diventare adulti - Speciale. Il nostro futuro inizia adesso!                                                                                             |                        |                  |
| 11 | 9 agosto 2016 | ISBN 978-4-06-395721-1 | 7 dicembre 2017  |
| 11 | Capitoli - 73. Un giorno di papà - 74. La confessione del superuomo perfetto - 75. I wanna be a senpai - 76. Unire le forze - 77. Addio primo anno - 78. Un tipo pericoloso con gli occhiali - 79. I racconti del terrore della scuola: l'uomo che trasforma in giganti - 80. Addio, scuola media Shingeki! |                        |                  |

### Anime
L'adattamento anime è stato annunciato nel luglio 2015. La serie televisiva di dodici episodi, prodotta dalla Production I.G e diretta da Yoshihide Ibata, è andata in onda dal 3 ottobre al 19 dicembre 2015. Le sigle di apertura e chiusura sono rispettivamente Seishun wa hanabi no yō ni (青春は花火のように? lett. "La giovinezza è come i fuochi d'artificio") dei Linked Horizon e Hangeki no daichi (反撃の大地? lett. "Il contrattacco da terra") di Yūki Kaji, Kishō Taniyama e Yui Ishikawa (doppiatori di Eren Jaeger, Jean Kirschtein e Mikasa Ackermann). In Italia gli episodi sono stati trasmessi in streaming, in contemporanea col Giappone, dalla Dynit su VVVVID col titolo Attack on Titan: Junior High a partire dal 6 ottobre 2015, mentre nel Regno Unito e in America del Nord i diritti sono stati acquistati rispettivamente dalla Anime Limited e dalla Funimation. In Australia e in Nuova Zelanda, invece, la serie è stata concessa in licenza alla AnimeLab.

#### Episodi
| Nº | Titolo italiano Giapponese 「Kanji」 - Rōmaji                                                     | In onda          | In onda |
| Nº | Titolo italiano Giapponese 「Kanji」 - Rōmaji                                                     | Giapponese       |         |
| 1  | Scuola media dei giganti, ammissione! 「入学！巨人中学校」 - Nyūgaku! Kyojin chūgakkō             | 3 ottobre 2015   |         |
| 2  | Scuola media dei giganti, alla ricerca! 「追跡！巨人中学校」 - Tsuiseki! Kyojin chūgakkō          | 10 ottobre 2015  |         |
| 3  | Scuola media dei giganti, alla guerra dei palloni! 「闘球！巨人中学校」 - Tōkyū! Kyojin chūgakkō  | 17 ottobre 2015  |         |
| 4  | Scuola media dei giganti, pulizie! 「清掃！巨人中学校」 - Seisō! Kyojin chūgakkō                  | 24 ottobre 2015  |         |
| 5  | Scuola media dei giganti, studio matto e disperato! 「猛勉！巨人中学校」 - Mōben! Kyojin chūgakkō | 31 ottobre 2015  |         |
| 6  | Scuola media dei giganti, lettera d'amore! 「恋文！巨人中学校」 - Koibumi! Kyojin chūgakkō        | 7 novembre 2015  |         |
| 7  | Scuola media dei giganti, scontro! 「対決！巨人中学校」 - Taiketsu! Kyojin chūgakkō               | 14 novembre 2015 |         |
| 8  | Scuola media dei giganti, storie di fantasmi! 「怪談！巨人中学校」 - Kaidan! Kyojin chūgakkō      | 21 novembre 2015 |         |
| 9  | Scuola media dei giganti, dolce estate! 「甘夏！巨人中学校」 - Amanatsu! Kyojin chūgakkō          | 28 novembre 2015 |         |
| 10 | Scuola media dei giganti, raccomandazioni! 「推薦！巨人中学校」 - Suisen! Kyojin chūgakkō         | 5 dicembre 2015  |         |
| 11 | Scuola media dei giganti, cielo sereno! 「快晴！巨人中学校」 - Kaisei! Kyojin chūgakkō            | 12 dicembre 2015 |         |
| 12 | Scuola media dei giganti, all'attacco! 「進撃！巨人中学校」 - Shingeki! Kyojin chūgakkō           | 19 dicembre 2015 |         |